# Chunsoft
Chunsoft Co., Ltd. (株式会社チュンソフト, Kabushiki-gaisha Chunsofuto) was een Japanse computerspelontwikkelaar. Het bedrijf was een dochterondernemer van GAMES ARENA Co., Ltd. In 2012 fuseerde het bedrijf met spike tot Spike Chunsoft.

## Geschiedenis
In 1984 werd het bedrijf opgericht door Nakamura Kōichi tijdens zijn studies aan Denki-Tsūshin Daigaku (電気通信大学, de universiteit van telecommunicatie). Vrienden van Nakamura werden aandeelhouders. Het bedrijf begon met maar vijf leden, gevestigd in een huurwoning in Chofu met slechts een kamer. Hun eerste spel was een port van Door Door naar de NEC PC-6001, een NEC PC-88-spel dat Nakamura oorspronkelijk had gemaakt voor een wedstrijd die door Enix werd georganiseerd.
De naam van het bedrijf vindt zijn oorsprong in de eerste kanji van de familienaam van Nakamura Kōichi. De kanji naka (中) is in Mahjong de Rode Draak en wordt in het gezelschapsspel gelezen als chun.
De Famicom-versie van Door Door, ook geproduceerd door Chunsoft, was een groot success. Op vraag van Yuji Horii werd Chunsoft verantwoordelijk voor het ontwikkelen van de Dragon Quest-serie tot en met Dragon Quest V.
Op 1 april 2012 fuseerde Chunsoft met computerspelbedrijf Spike tot Spike Chunsoft.

## Computerspellen
| Jaar | Titel                                                                | Platform                                                                                         | Uitgever                                           |
| ---- | -------------------------------------------------------------------- | ------------------------------------------------------------------------------------------------ | -------------------------------------------------- |
| 1983 | Door Door                                                            | PC-8801, Nintendo Entertainment System                                                           | Enix                                               |
| 1985 | The Portopia Serial Murder Case                                      | Nintendo Entertainment System                                                                    | Enix                                               |
| 1986 | Dragon Quest                                                         | Nintendo Entertainment System                                                                    | Enix                                               |
| 1987 | Dragon Quest II                                                      | Nintendo Entertainment System                                                                    | Enix                                               |
| 1988 | Dragon Quest III                                                     | Nintendo Entertainment System                                                                    | Enix                                               |
| 1989 | Jesus                                                                | Nintendo Entertainment System                                                                    | King Records                                       |
| 1990 | Dragon Quest IV                                                      | Nintendo Entertainment System                                                                    | Enix                                               |
| 1991 | Famicom Jump II: Saikyō no Shichinin                                 | Nintendo Entertainment System                                                                    | Bandai                                             |
| 1991 | Tetris 2 + BomBliss                                                  | Nintendo Entertainment System                                                                    | Bullet-Proof Software                              |
| 1992 | Dragon Quest V                                                       | Super Nintendo Entertainment System                                                              | Enix                                               |
| 1992 | Otogirisō                                                            | Super Nintendo Entertainment System, PlayStation, mobiele telefoon                               | Chunsoft                                           |
| 1993 | Dragon Quest I & II                                                  | Super Nintendo Entertainment System                                                              | Enix                                               |
| 1993 | Torneko's Great Adventure                                            | Super Nintendo Entertainment System                                                              | Chunsoft                                           |
| 1994 | Kamaitachi no Yoru                                                   | Super Nintendo Entertainment System, PlayStation, Game Boy Advance, mobiele telefoon, webbrowser | Chunsoft                                           |
| 1995 | Mystery Dungeon: Shiren the Wanderer                                 | Super Nintendo Entertainment System, Nintendo DS                                                 | Chunsoft                                           |
| 1998 | Machi                                                                | Saturn, PlayStation, mobiele telefoon, PlayStation Portable                                      | Chunsoft Sega (PSP)                                |
| 1999 | Torneko: The Last Hope                                               | PlayStation, Game Boy Advance                                                                    | Enix                                               |
| 2000 | Shiren the Wanderer 2: Shiren's Castle and the Oni Invasion          | Nintendo 64                                                                                      | Nintendo                                           |
| 2001 | Shiren the Wanderer GB2: Magic Castle of the Desert                  | Game Boy Color, Nintendo DS                                                                      | Chunsoft Sega (DS)                                 |
| 2002 | Kamaitachi no Yoru 2                                                 | PlayStation 2, mobiele telefoon, PlayStation Portable                                            | Chunsoft Sega (PSP)                                |
| 2002 | Torneko's Great Adventure 3                                          | PlayStation 2, Game Boy Advance                                                                  | Enix                                               |
| 2004 | Shiren Monsters: Netsal                                              | Game Boy Advance                                                                                 | Chunsoft                                           |
| 2004 | 3-Nen B-Gumi Kinpachi Sensei                                         | PlayStation 2                                                                                    | Chunsoft                                           |
| 2004 | The Nightmare of Druaga                                              | PlayStation 2                                                                                    | Arika (Japan) Namco (Noord-Amerika)                |
| 2005 | Homeland                                                             | GameCube                                                                                         | Chunsoft                                           |
| 2005 | Pokémon Mystery Dungeon: Blue Rescue Team en Red Rescue Team         | Game Boy Advance, Nintendo DS                                                                    | Nintendo The Pokémon Company                       |
| 2006 | Kamaitachi no Yoru × 3                                               | PlayStation 2                                                                                    | Sega                                               |
| 2007 | Pokémon Mystery Dungeon: Explorers of Time and Explorers of Darkness | Nintendo DS                                                                                      | Nintendo The Pokémon Company                       |
| 2007 | Imabikisō                                                            | PlayStation 3, Wii                                                                               | Sega                                               |
| 2008 | Shiren the Wanderer                                                  | Wii, PlayStation Portable                                                                        | Sega (Japan) Atlus USA (Noord-Amerika) Spike (PSP) |
| 2008 | 428: Shibuya Scramble                                                | Wii, PlayStation 3, PlayStation Portable                                                         | Spike                                              |
| 2009 | Pokémon Mystery Dungeon: Explorers of Sky                            | Nintendo DS                                                                                      | Nintendo The Pokémon Company                       |
| 2009 | Pokémon Mystery Dungeon: Adventure Team                              | Wii                                                                                              | The Pokémon Company                                |
| 2009 | 999: Nine Hours, Nine Persons, Nine Doors                            | Nintendo DS                                                                                      | Spike (Japan) Aksys Games (Noord-Amerika/Europa)   |
| 2010 | Shiren the Wanderer 4: The Eye of God and the Devil's Navel          | Nintendo DS                                                                                      | Spike                                              |
| 2010 | Shiren the Wanderer: The Tower of Fortune and the Dice of Fate       | Nintendo DS                                                                                      | Chunsoft                                           |
| 2011 | Zombie Daisuki                                                       | Nintendo DS                                                                                      | Chunsoft                                           |
| 2011 | Wii Play: Motion                                                     | Wii                                                                                              | Nintendo                                           |
| 2011 | Shin Kamaitachi no Yoru: 11-ninme no Suspect                         | PlayStation 3, PlayStation Vita                                                                  | Chunsoft                                           |
| 2012 | Zero Escape: Virtue's Last Reward                                    | Nintendo 3DS, PlayStation Vita                                                                   | Chunsoft                                           |